# Arboreto

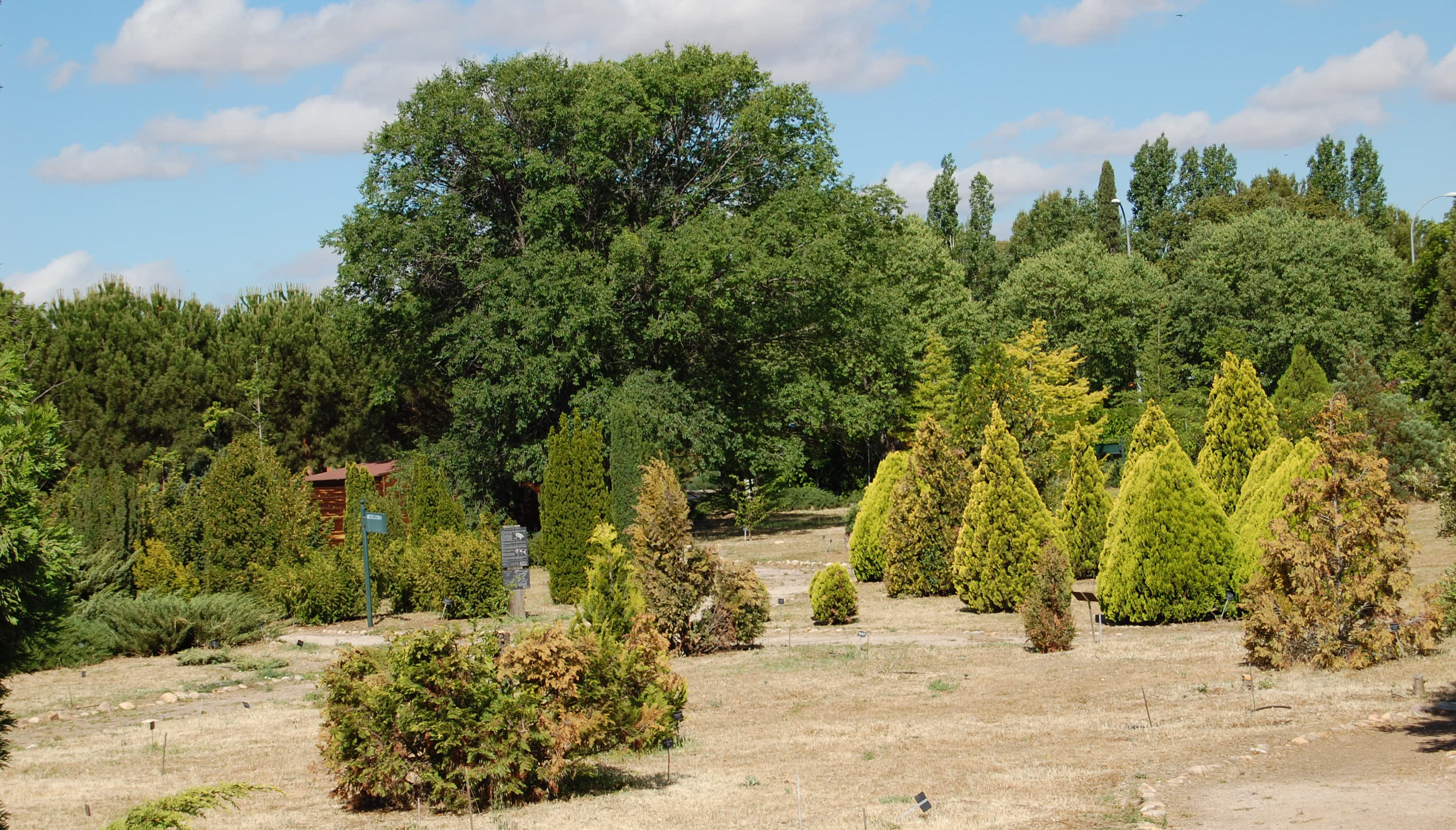
Arboreto

Un arboreto è un'area boschiva realizzata artificialmente per ricreare un habitat significativo per la tutela della biodiversità. Gli arboreti sono aperti al pubblico e hanno finalità didattico-pedagogiche, di ricerca scientifica, di classificazione e ornamentale.
Secondo una definizione, l'arboreto è un «grandioso erbario vivente che svolge funzione di orto botanico per piante arboree ed arbustive finalizzato a scopi diversi».

## Caratteristiche
Gli arboreti sono noti per la loro diversità botanica. Ospitano una vasta gamma di alberi e piante legnose provenienti da differenti ecosistemi, regioni geografiche e climi. La loro collezione può includere specie autoctone e esotiche. Ogni pianta all'interno di esso è solitamente accompagnata da etichette informative che forniscono dettagli sulla specie, compresi il nome scientifico, l'origine geografica, le caratteristiche morfologiche e altre informazioni rilevanti. Gli arboreti spesso suddividono il terreno in sezioni basate su criteri ecologici come il tipo di suolo, l'habitat naturale o le esigenze idriche, creando microambienti che consentono la coltivazione di piante in condizioni simili a quelle dei loro habitat nativi. Inoltre, servono come importanti laboratori viventi per la ricerca scientifica nel campo dell'ecologia, della fisiologia vegetale e della conservazione. Gli studiosi possono condurre studi dettagliati sulle piante, comprese le loro risposte agli ambienti circostanti e le interazioni con altri organismi. Gli arboreti partecipano attivamente alla conservazione delle specie vegetali, spesso attraverso programmi di propagazione e banche di semi. Queste iniziative contribuiscono alla preservazione della biodiversità vegetale, specialmente per specie minacciate. Svolgono un ruolo cruciale nell'educazione ambientale. Organizzano programmi educativi, visite guidate, workshop e attività interattive per coinvolgere il pubblico nella comprensione della flora e della sua importanza per l'ecosistema. Molti di essi si impegnano nella promozione della sostenibilità ambientale, enfatizzando l'importanza della conservazione delle risorse naturali, dell'uso responsabile del suolo e della mitigazione dei cambiamenti climatici.

## Arboreti in Italia
Sul territorio italiano esistono 58 Orti Botanici e Arboreti ufficialmente riconosciuti dal Ministero dell'Ambiente e della Tutela del Territorio e del Mare. L'elenco viene curato dal Gruppo di Lavoro per gli Orti Botanici e i Giardini Storici della Società Botanica Italiana.

### Arboreti italiani riconosciuti ufficialmente

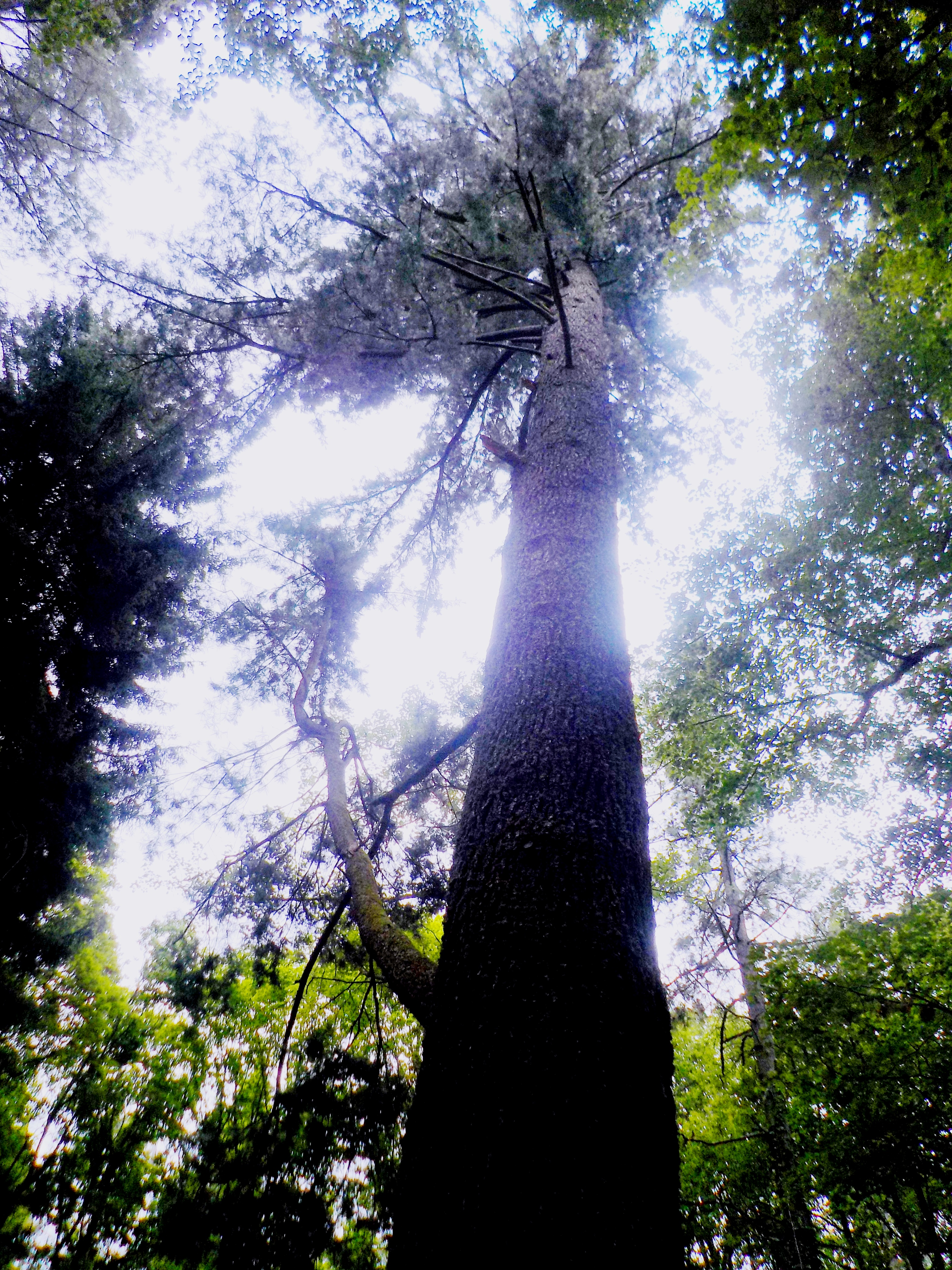
Alboreto di Vallombrosa

- Arboreto Siemoni, Badia Prataglia (Arezzo)
- Arboreto di Vallombrosa, Reggello (Firenze)
- Arboretum apenninicum dell'Università di Camerino, Tuseggia
- Arboreto di Arco, Trento

### Altri arboreti italiani
- Area Naturale Protetta di Interesse Locale Arboreto Monumentale, Moncioni
- Arboreto sperimentale del Parco delle Cascine, Firenze
- Arboreto, Mondaino (Centro di Educazione Ambientale)

## Arboreti nel resto del mondo

### Altri Arboreti nel mondo
- Arboretum, Berlino (Germania)

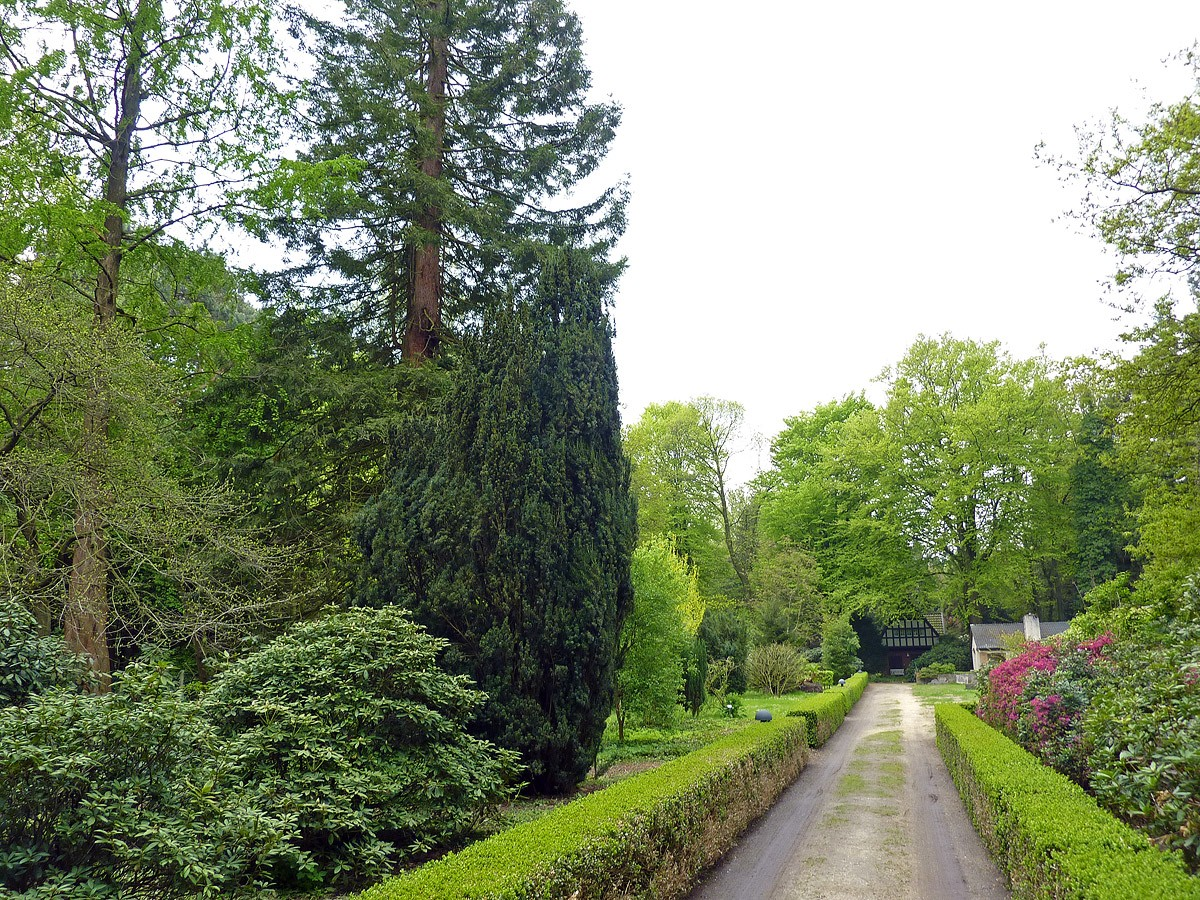
Arboretum Sequoiafarm Kaldenkirchen (Germania)

- Westonbirt National Arboretum, Glos (Gran Bretagna)
- Windlesham Arboretum, Windlesham e Lightwater, contea del Surrey (Gran Bretagna)
- Arboretum nel Parco di Rouelle, Le Havre (Francia)
- Alice Abel Arboretum, Lincoln (Stati Uniti)
- Los Angeles County Arboretum and Botanic Garden, Arcadia (Stati Uniti)
- Arnold Arboretum, Boston (Stati Uniti)
- Goethe Arboretum, Sacramento (Stati Uniti)
- Arboreto dell'Abbazia, Pannonhalma, (Ungheria)
- Pinetum di Bedgebury (Gran Bretagna)
- Giardino botanico dell'Università Jagiellonica, Cracovia (Polonia)